# استیپل (کنت)
استیپل (به انگلیسی: Staple) یک روستا و محله مدنی در بریتانیا است که در Dover واقع شده‌است. استیپل ۷۷۱ نفر جمعیت دارد.